# Franz Beckmann (Philologe)
Franz Beckmann (* 14. Februar 1895 in Fürstenau; † 16. Juli 1966 in Münster in Westfalen) war ein deutscher Klassischer Philologe.

## Leben
Franz Beckmann besuchte das Gymnasium Carolinum in Osnabrück und studierte nach seinem Einsatz im Ersten Weltkrieg Klassische Philologie, Alte Geschichte, Archäologie und Sprachwissenschaft in Berlin (bei Ulrich von Wilamowitz-Moellendorff) und Münster. Nach Staatsexamen (21. Januar 1923) und Promotion (2. Februar 1923) arbeitete er als Assistent an der Preußischen Staatsbibliothek in Berlin. 1926 habilitierte er sich an der Berliner Universität für Klassische Philologie und arbeitete ein Jahr lang als geschäftsführender Assistent am Institut für Altertumskunde der Friedrich-Wilhelms-Universität zu Berlin.
Seit 1928 vertrat Beckmann in Münster den Lehrstuhl für Klassische Philologie von Peter Sonnenburg, dessen Nachfolger er 1931 wurde. In Münster blieb er bis zu seiner Emeritierung (1963); während des Zweiten Weltkriegs wurde er ab 1943 als Reserveoffizier zur kulturellen Truppenbetreuung auf dem Balkan eingesetzt. Von 1949 bis 1951 war er Rektor der Universität.
Beckmann beschäftigte sich besonders mit der römischen Literatur- und Kulturgeschichte. Er begründete 1950 die Schriftenreihe Orbis antiquus.
Franz Beckmann war mit Dr. Clara geb. Aldick verheiratet. Das Paar hatte vier Kinder.

## Schriften (Auswahl)
- Zauberei und Recht in Roms Frühzeit. Ein Beitrag zur Geschichte und Interpretation des Zwölftafelrechtes. Dissertation. Münster 1923.
- Geographie und Ethnographie in Caesars Bellum Gallicum. Ruhfus, Dortmund 1930.
- Mensch und Welt in der Dichtung Vergils (= Orbis antiquus. Heft 1, ISSN 0078-5555). Aschendorff, Münster 1950, (2. Auflage. ebenda 1960).
- Der Friede des Augustus (= Schriften der Gesellschaft zur Förderung der Westfälischen Wilhelms-Universität zu Münster. Heft 25, ISSN 0933-2049). Aschendorff, Münster 1951, (2. Auflage. ebenda 1954).
- Humanitas. Ursprung und Idee (= Abhandlungen der Gesellschaft zur Förderung der Westfälischen Wilhelms-Universität. Heft 3, ZDB-ID 538876-4). Aschendorff, Münster 1952.